# Manteno
Manteno és una població dels Estats Units a l'estat d'Illinois. Segons el cens del tenia 8.200 habitants.

## Demografia
Segons el cens del 2000, Manteno tenia 6.414 habitants, 2.578 habitatges, i 1.789 famílies. La densitat de població era de 828,2 habitants/km².
Dels 2.578 habitatges en un 32,5% hi vivien nens de menys de 18 anys, en un 57,8% hi vivien parelles casades, en un 8,7% dones solteres, i en un 30,6% no eren unitats familiars. En el 25,6% dels habitatges hi vivien persones soles el 9,6% de les quals corresponia a persones de 65 anys o més que vivien soles. El nombre mitjà de persones vivint en cada habitatge era de 2,48 i el nombre mitjà de persones que vivien en cada família era de 3.
Per edats la població es repartia de la següent manera: un 26,3% tenia menys de 18 anys, un 7,3% entre 18 i 24, un 30,3% entre 25 i 44, un 21,6% de 45 a 60 i un 14,5% 65 anys o més.
L'edat mediana era de 36 anys. Per cada 100 dones de 18 o més anys hi havia 93,4 homes.
La renda mediana per habitatge era de 48.599 $ i la renda mediana per família de 56.077 $. Els homes tenien una renda mediana de 46.359 $ mentre que les dones 25.675 $. La renda per capita de la població era de 22.826 $. Aproximadament el 3,9% de les famílies i el 5,3% de la població estaven per davall del llindar de pobresa.

## Poblacions més properes
El següent diagrama mostra les poblacions més properes.